# Family Circle Open 1987
Das Family Circle Open 1987 waren ein Tennisturnier der WTA Tour 1987 für Damen sowie ein Tennisturnier des Grand Prix 1987 (Tennis) für Herren, welche zeitgleich vom 3. bis zum 11. Januar 1987 in Sydney stattfanden.